# Gratiolinae
Gratiolinae Benth., 1846 è una sottotribù di piante angiosperme appartenenti alla famiglia delle Plantaginaceae.

## Etimologia
Il nome della sottotribù deriva dal suo genere tipo Gratiola L., 1753 la cui etimologia deriva dalla parola latina "gratia" (= gradevolezza, piacevolezza, amabilità) con riferimento alle qualità medicinali delle piante di questo genere.
Il nome scientifico della tribù è stato definito dal botanico inglese George Bentham (1800 - 1884) nella pubblicazione "Prodromus Systematis Naturalis Regni Vegetabilis ... (DC.) - 10: 341, 367. 8 Apr 1846" del 1846.

## Descrizione

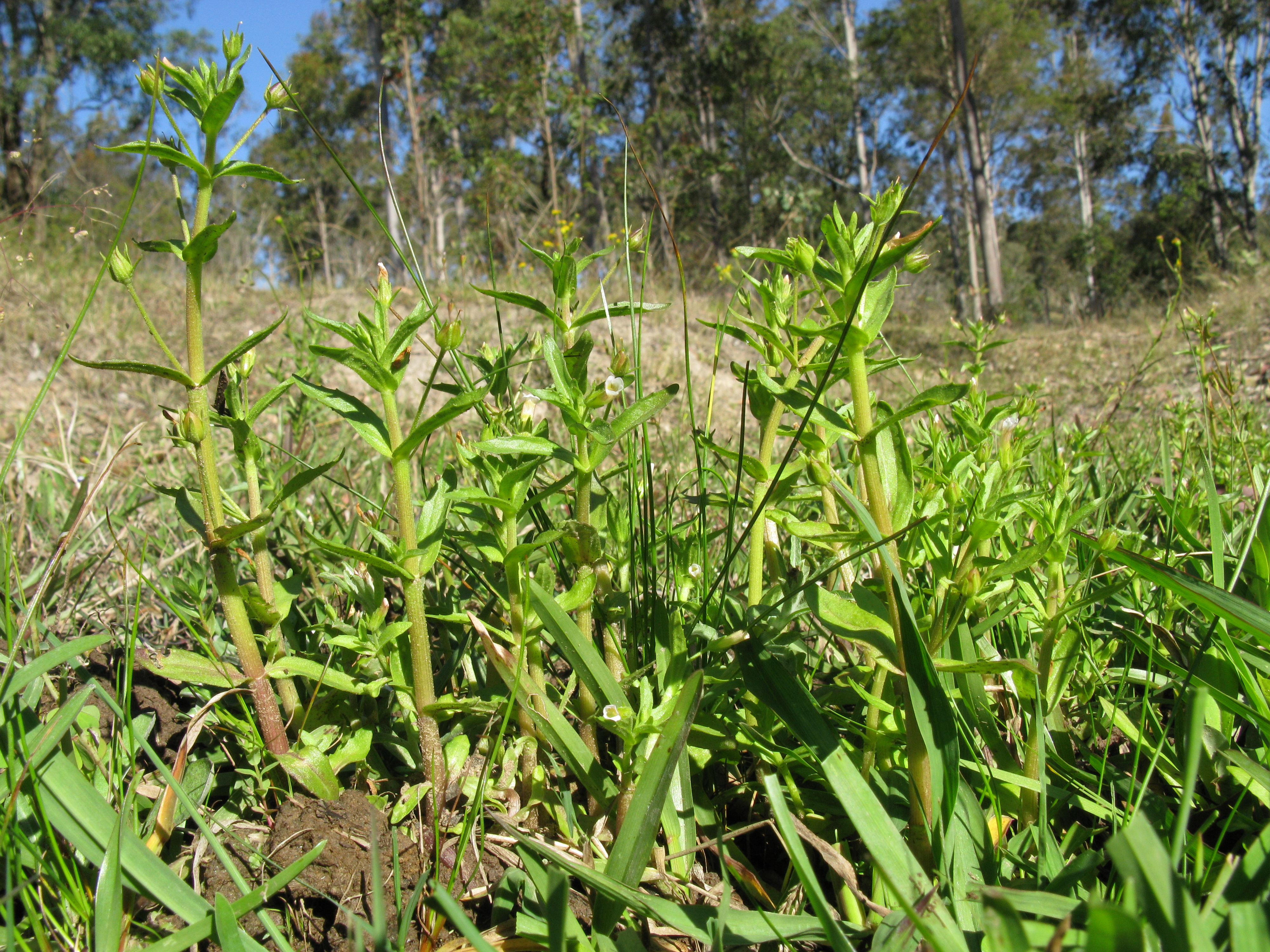
Il portamento
Gratiola pedunculata

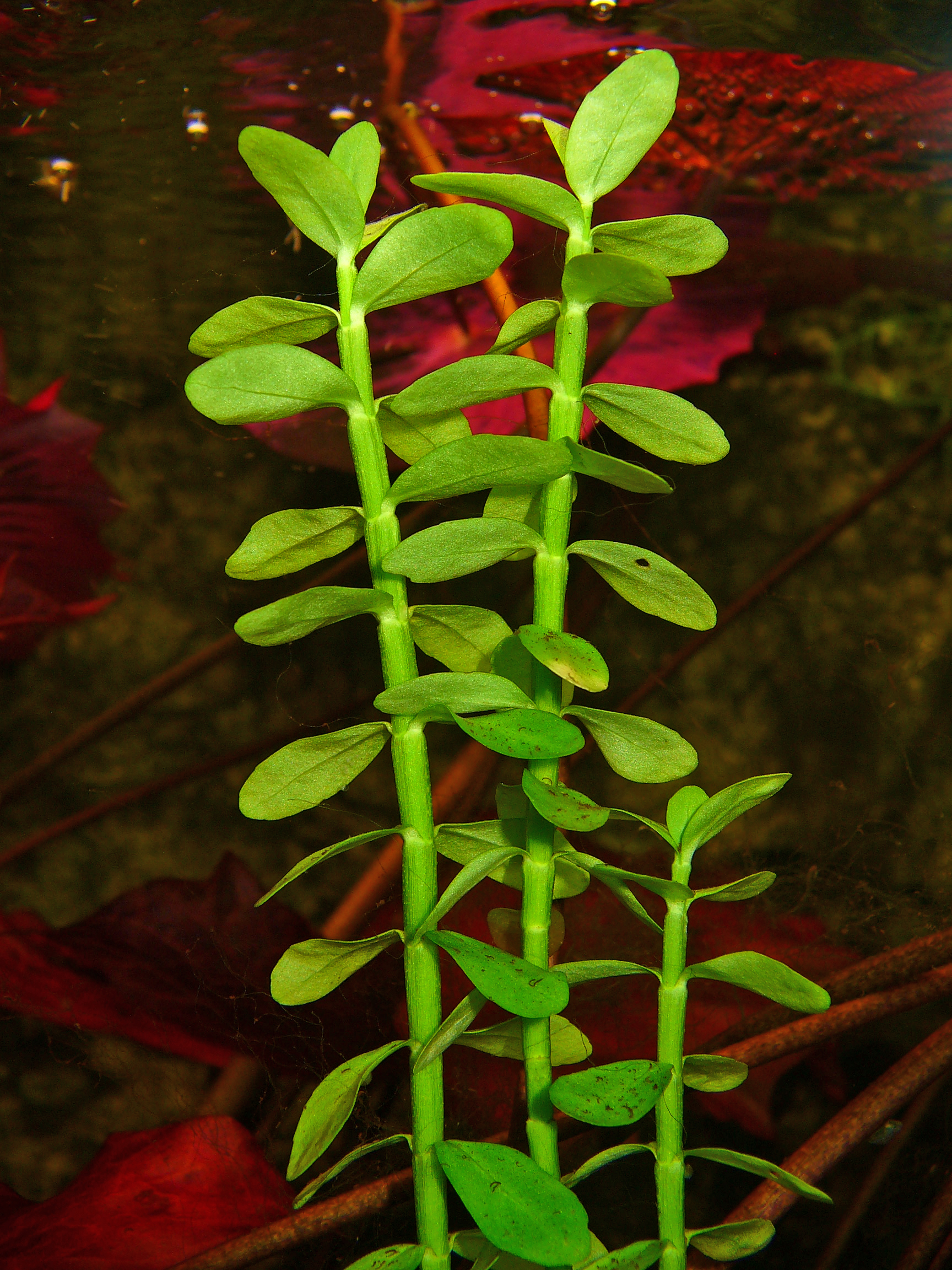
Le foglie
Bacopa madagascariensis

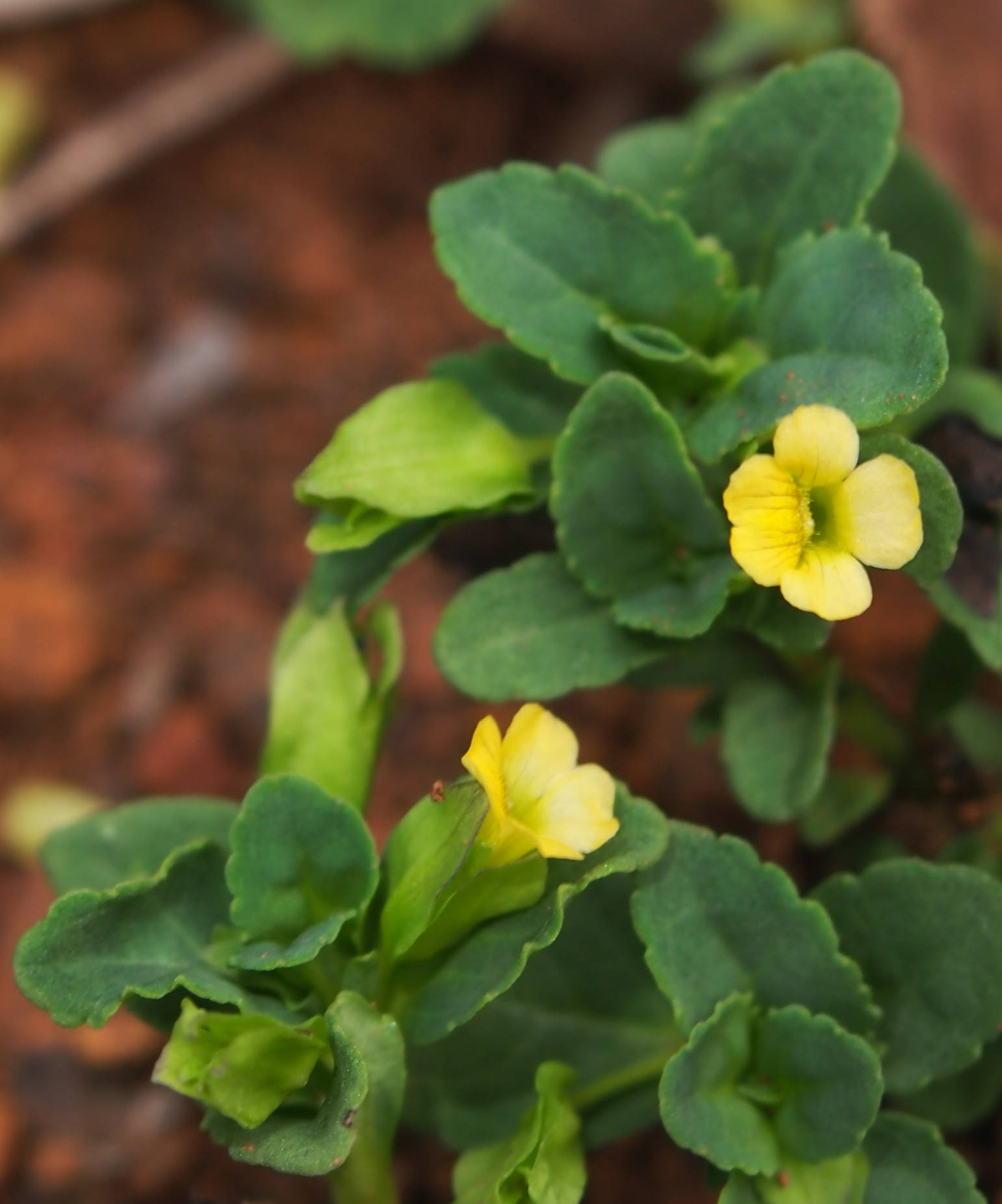
Infiorescenza
Bacopa procumbens

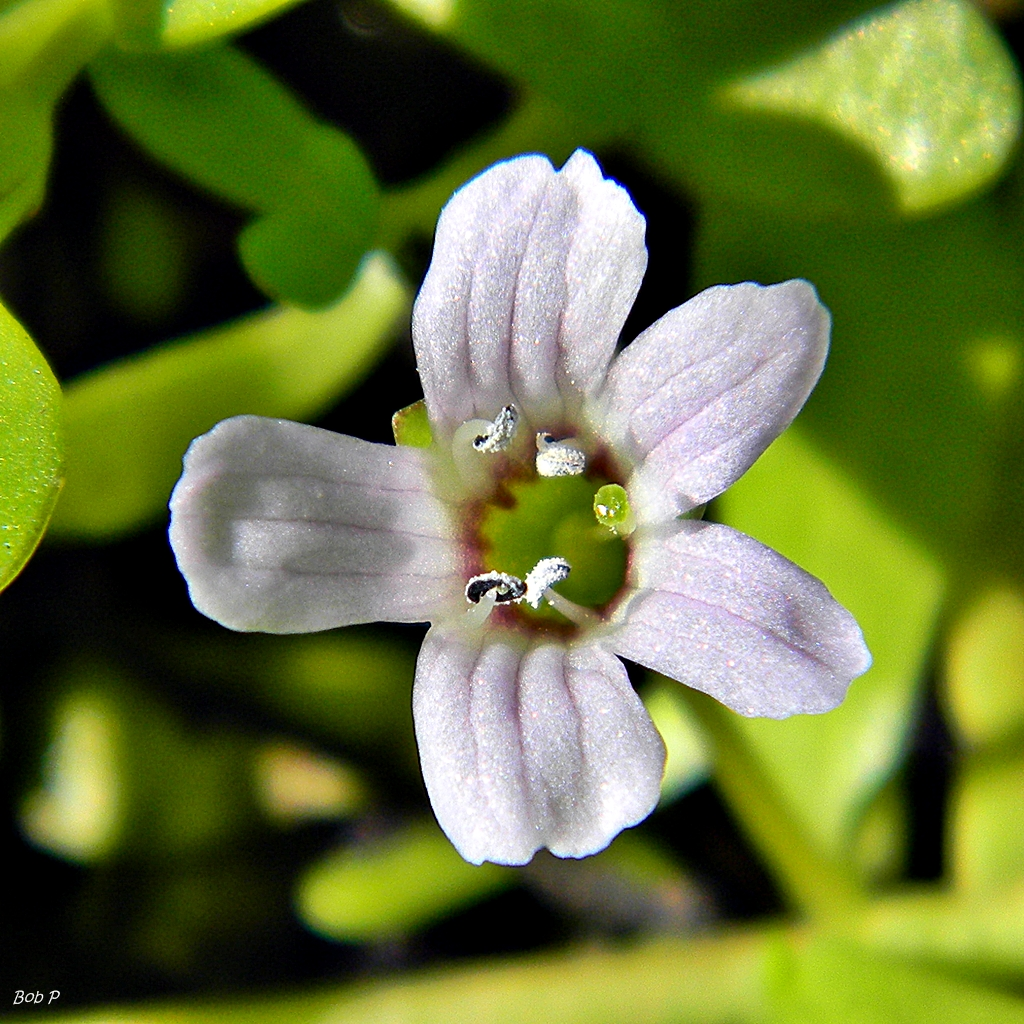
I fiori
Bacopa monnieri

- Il portamento delle specie di questa sottotribù è erbaceo (annuale o perenne), spesso acquatico (Benjaminia). I fusti possono essere da prostrati a ascendenti con sezioni arrotondate oppure fortemente quadrangolari a causa della presenza di fasci di collenchima posti nei quattro vertici, mentre le quattro facce sono concave. Queste piante si presentano glabre o sparsamente ghiandolari-pubescenti.[1][6][7][8]
- Le foglie cauline hanno una disposizione opposta e sono da sessili a subsessili, oppure sono picciolate. In alcune specie sono presenti delle rosette basali (Amphianthus), in altre il portamento è verticillato (Benjaminia) con una lamina pennatifida e segmenti filiformi. Normalmente la lamina ha delle forme da lineari-lanceolate a ovoide, orbicolari o deltate con apici da ottusi a acuminati e margini da interi a variamente dentati o crenati; in Mercadonia i margini sono fortemente revoluti. In Braunblanquetia la consistenza delle foglie è subcarnosa, in altre specie (Sophronanthe) è rigida.
- Le infiorescenze sono racemose e frondose; in Scoparia nelle infiorescenze sono presenti dei gruppi ascellari formati da alcuni fiori. I fiori sono da semiamplessicauli o sessili a pedicellati. In  Amphianthus l'infiorescenza consiste in un solo fiore sessile e fertile sotteso da due foglie galleggianti sull'acqua e alcuni fiori cleistogami subemersi al livello delle rosette basali. In genere sono presenti 2 bratteole di tipo fogliaceo nei pressi del calice.
- I fiori sono ermafroditi, zigomorfi e tetraciclici (ossia formati da 4 verticilli: calice– corolla – androceo – gineceo) e tetrameri (i verticilli del perianzio hanno più o meno 4 elementi ognuno).

- Formula fiorale. Per la famiglia di queste piante viene indicata la seguente formula fiorale:

X o * K (4-5), [C (4) o (2+3), A 2+2 o 2], G (2), capsula.
- Il calice, gamosepalo, è formato da un tubo campanulato terminante con 5 lobi da subuguali a più o meno subbilabiati a volte embricati. Nelle forme bilabiate i due lobi superiori sono larghi a forma ovoide, quelli inferiori sono più piccoli, con forme da lineari a lanceolate. In Maeviella il calice ha una particolare forma a cucchiaio (cocleariforme). In altre specie i lobi hanno delle forme triangolari.

- La corolla, gamopetala e subruotata, è formata da un tubo da cilindrico o campanulato a tubolare, terminante con due labbra. Il tubo in alcune specie è allungato e dilatato alla gola, in altre è molto stretto, subulato. I lobi possono essere arrotondati e patenti. Il colore della corolla è bianco, blu, giallo o violetto; in alcune specie la gola è chiazzata di giallo.

- L'androceo è formato da 2 - 4 stami inclusi nel tubo corollino (in Scoparia sono sporgenti). In Braunblanquetia sono presenti 2 staminoidi, in altre specie il paio abassiale è ridotto o mancante. I filamenti sono adnati alla corolla (inseriti sul lato superiore del tubo della corolla). Le antere hanno due teche parallele, separate o contigue. In Benjaminia i filamenti sono ritorti.

- Il gineceo è bicarpellare (sincarpico - formato dall'unione di due carpelli connati). L'ovario è supero è obcordato oppure da ellissoide a globoso o ovoide. Gli ovuli per loculo sono numerosi, hanno un solo tegumento e sono tenuinucellati (con la nocella, stadio primordiale dell'ovulo, ridotta a poche cellule). Lo stilo ha uno stigma capitato (Amphianthus) o bilobo. Il disco nettarifero è presente.

- I frutti sono delle capsule fortemente piatte con deiscenza loculicida, o loculicida e setticida (Boelckea, Braunblanquetia e Gratiola) o solamente setticida (Amphianthus, Maeviella e Mecardonia). Le teste dei semi, colorate di nero o marrone scuro, sono striate e con coste longitudinali.

## Riproduzione
- Impollinazione: l'impollinazione avviene tramite insetti (impollinazione entomogama) quali imenotteri, lepidotteri o ditteri o il vento (impollinazione anemogama) o l'acqua (Impollinazione idrogama)[1] oppure, nei tropici, tramite colibrì (impollinazione ornitogama).
- Riproduzione: la fecondazione avviene fondamentalmente tramite l'impollinazione dei fiori (vedi sopra).
- Dispersione: i semi cadendo (dopo aver eventualmente percorso alcuni metri a causa del vento - dispersione anemocora) a terra sono dispersi soprattutto da insetti tipo formiche (disseminazione mirmecoria); nell'acqua sono dispersi soprattutto dalle correnti (disseminazione idrocora).

## Distribuzione e habitat
La distribuzione delle specie di questa sottotribù è prevalentemente americana con habitat da temperati a subtropicali.

## Tassonomia
La famiglia di appartenenza di questo gruppo (Plantaginaceae) comprende 113 generi con 1800 specie (oppure secondo altri Autori 114 generi e 2400 specie, o anche 117 generi e 1904 specie o 90 generi e 1900 specie) ed è suddivisa in tre sottofamiglie e oltre una dozzina di tribù. La sottotribù di questa voce appartiene alla sottofamiglia Gratioloideae (tribù Gratioleae).
Storicamente questo gruppo ha fatto parte della famiglia Scrophulariaceae (secondo la classificazione ormai classica di Cronquist). In seguito è stato descritto anche all'interno della famiglia Veronicaceae. Attualmente con i nuovi sistemi di classificazione filogenetica (classificazione APG) è stata assegnata alla famiglia delle Plantaginaceae, sottofamiglia Gratioloideae (Benth.) Luerss., tribù Gratioleae Benth.

### Filogenesi
In ricerche successive alcune specie dei generi Leucospora e Stemodia (descritte all'interno della tribù Stemodieae) sono risultate essere "gruppo fratello" del genere Scoparia. Inoltre alcune specie dei generi Hydrotriche e Limnophila (descritte all'interno della sottotribù Dopatriinae) sono risultate essere "gruppo fratello" del genere Gratiola. Sono risultate all'interno della sottotribù anche alcune specie dei generi Otacanthus, Achetaria e Stemodia attualmente posizionate nella tribù Stemodieae.

### Composizione della sottotribù
La sottotribù comprende 10 generi e circa 120 specie:
| Genere                          | Numero specie                                   | Distribuzione                   |
| ------------------------------- | ----------------------------------------------- | ------------------------------- |
| Amphianthus Torr., 1837         | Una specie: Amphianthus pusillus Torr.          | USA meridionali                 |
| Bacopa Aubl., 1775              | Circa 60                                        | Aree pantropicali               |
| Benjaminia Mart. ex Benj., 1847 | Una specie: Benjaminia reflexa (Benth.) D'Arcy  | Dal Venezuela al Brasile        |
| Boelckea Rossow, 1992           | Una specie: Boelckea beckii Rossow              | Bolivia                         |
| Braunblanquetia Eskuche, 1974   | Una specie: Braunblanquetia litoralis Eskuche   | Patagonia (Argentina)           |
| Gratiola L., 1753               | Circa 20                                        | Emisfero boreale                |
| Maeviella Rossow, 1985          | Una specie: Maeviella cochlearia (Huber) Rossow | Sud America                     |
| Mecardonia Ruiz. & Pav., 1794   | 15                                              | America (temperata e tropicale) |
| Scoparia L., 1753               | 20                                              | America (soprattutto tropicale) |
| Sophronanthe Benth., 1836       | Una specie: Sophronanthe hispida Benth.         | Nord America                    |

Altre checklist includono nella sottotribù alcuni generi considerati sinonimi (in maggioranza sono sinonimi del genere Bacopa):
- Allocalyx Cordemoy, 1895[1]
- Geochorda Cham. & Schiltdl., 1828[1]
- Fonkia Phil., 1865[1]
- Herpestis Gaertn. f., 1805[1]
- Hydranthelium Kunth.: "non risolto"[15]
- Ildefonsia Gardner, 1842[1]
- Monocardia Penn., 1920[1]

### Specie della flora spontanea italiana
Nella flora spontanea italiana è presente una sola specie di questa sottotribù:
- Gratiola officinalis L. (Graziella) - Distribuzione italiana: Nord e Centro, Sardegna compresa.

## Alcune specie

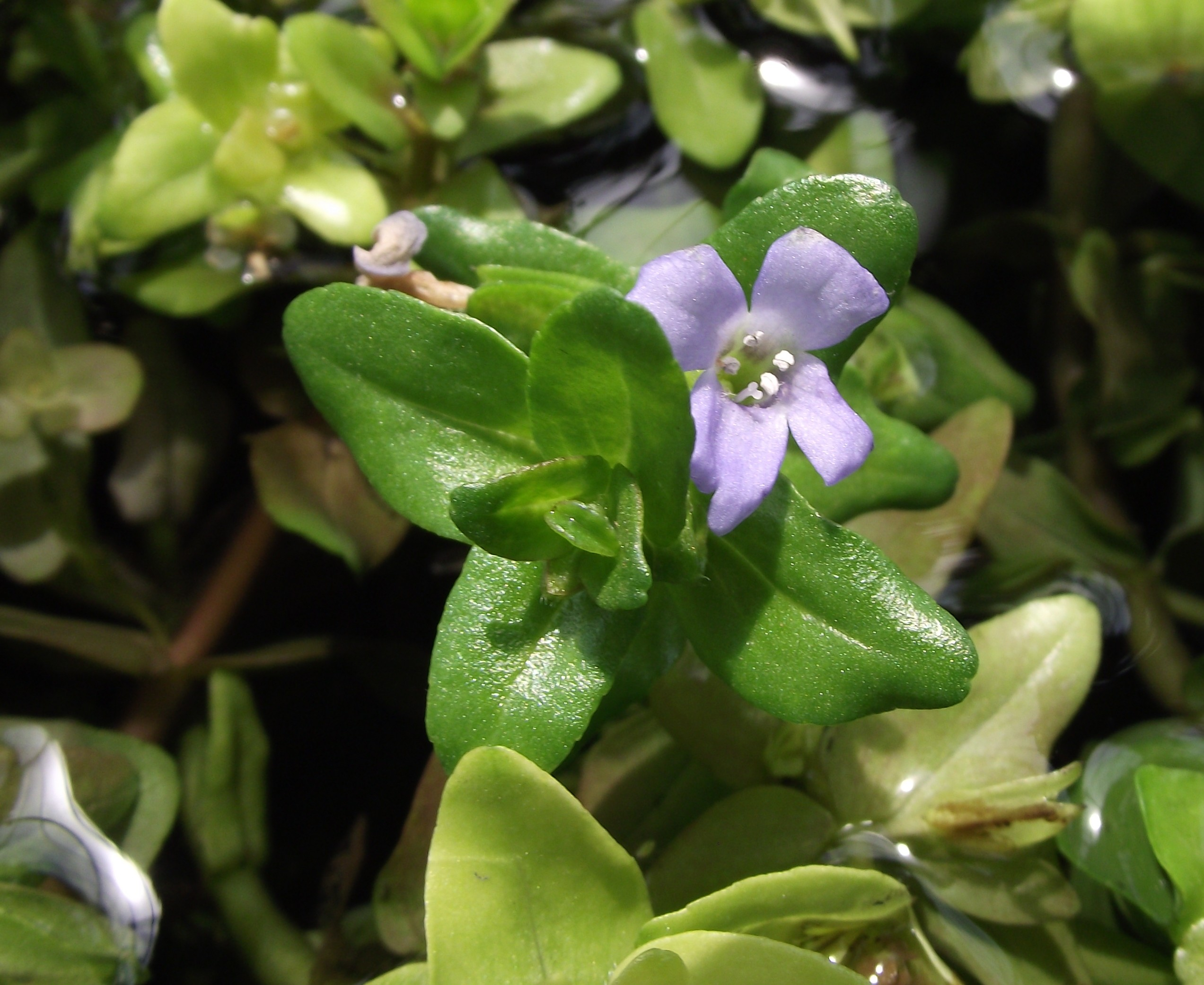
Bacopa caroliniana
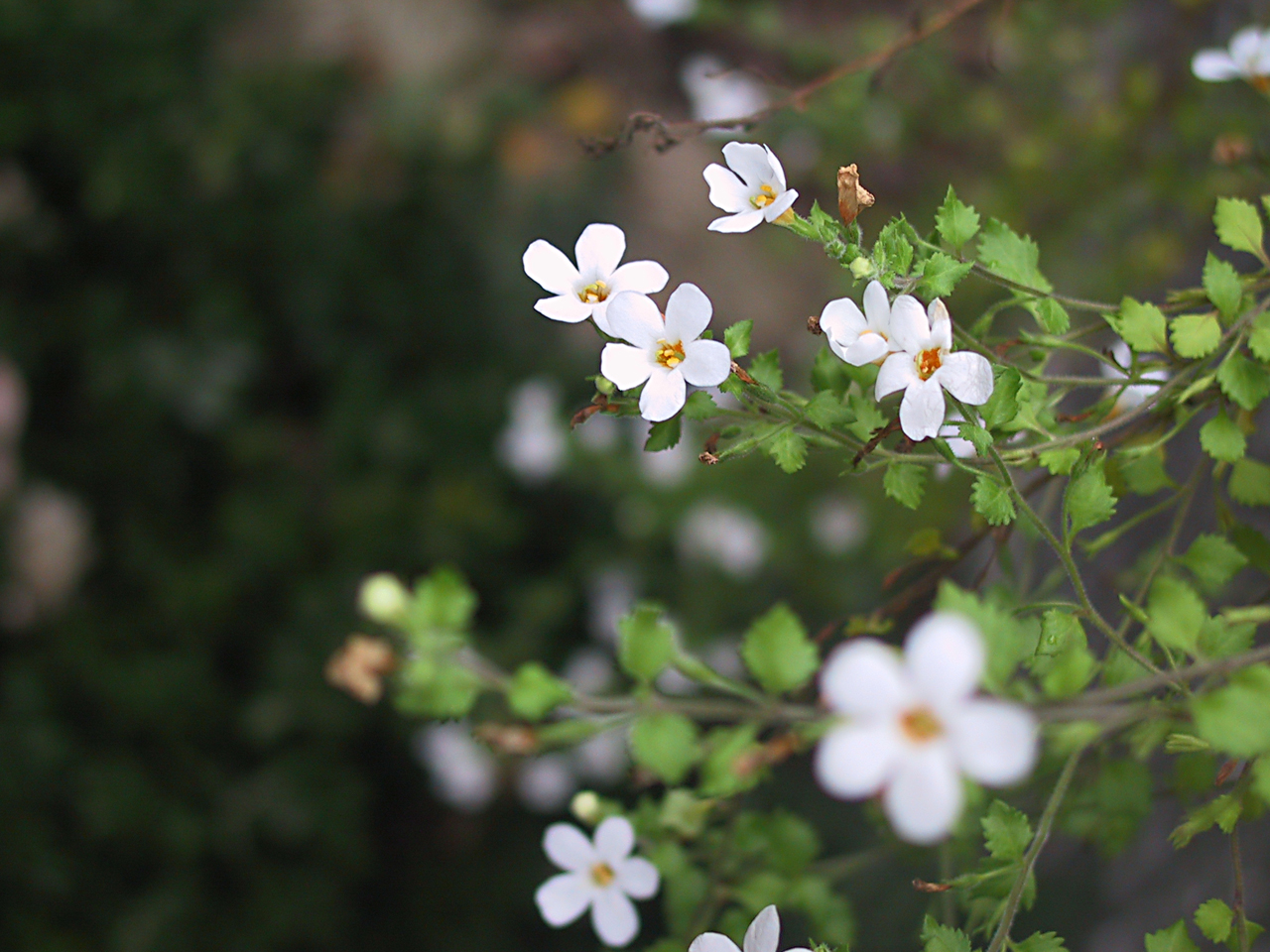
Bacopa diffusa
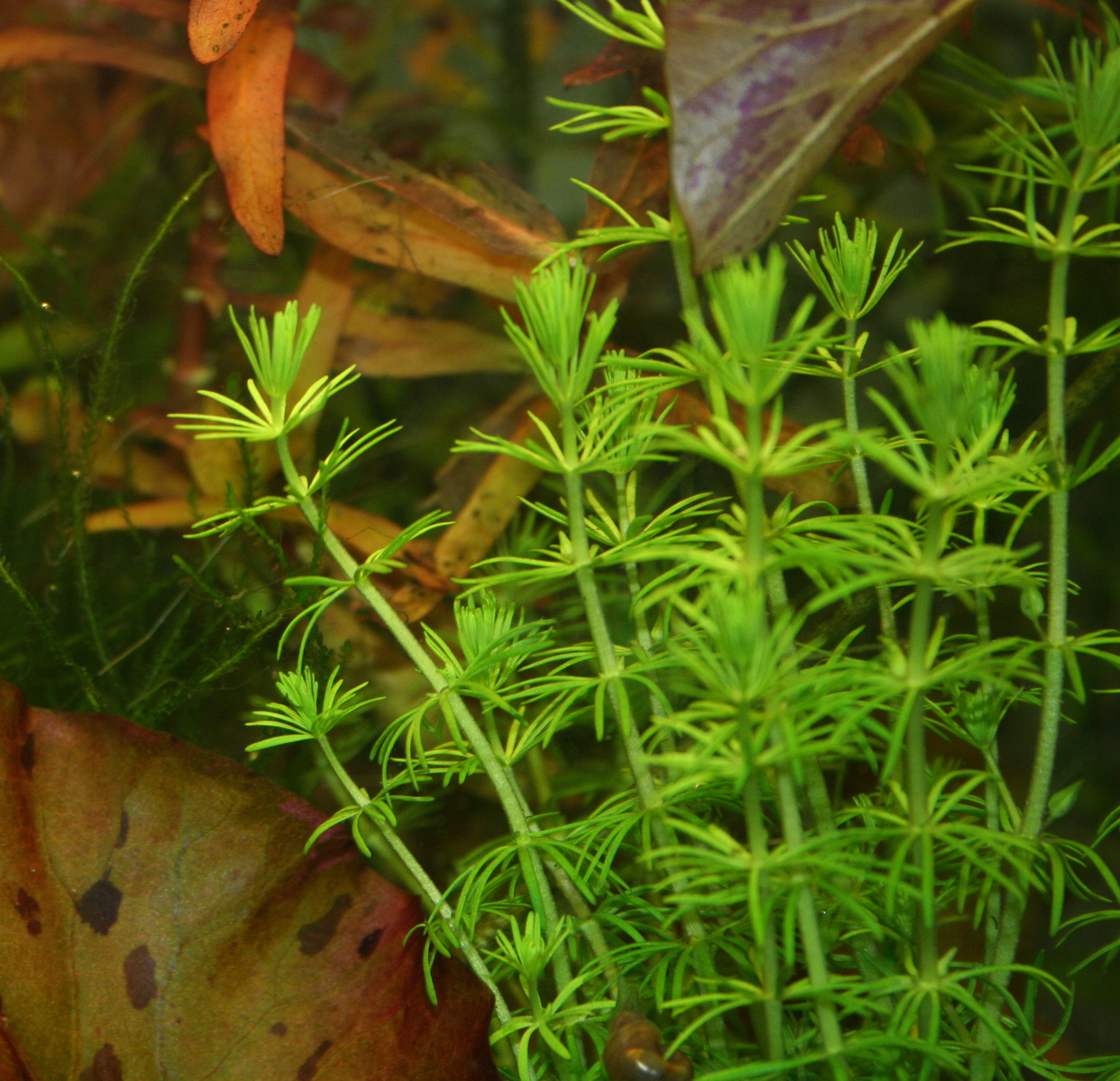
Bacopa myriophylloides
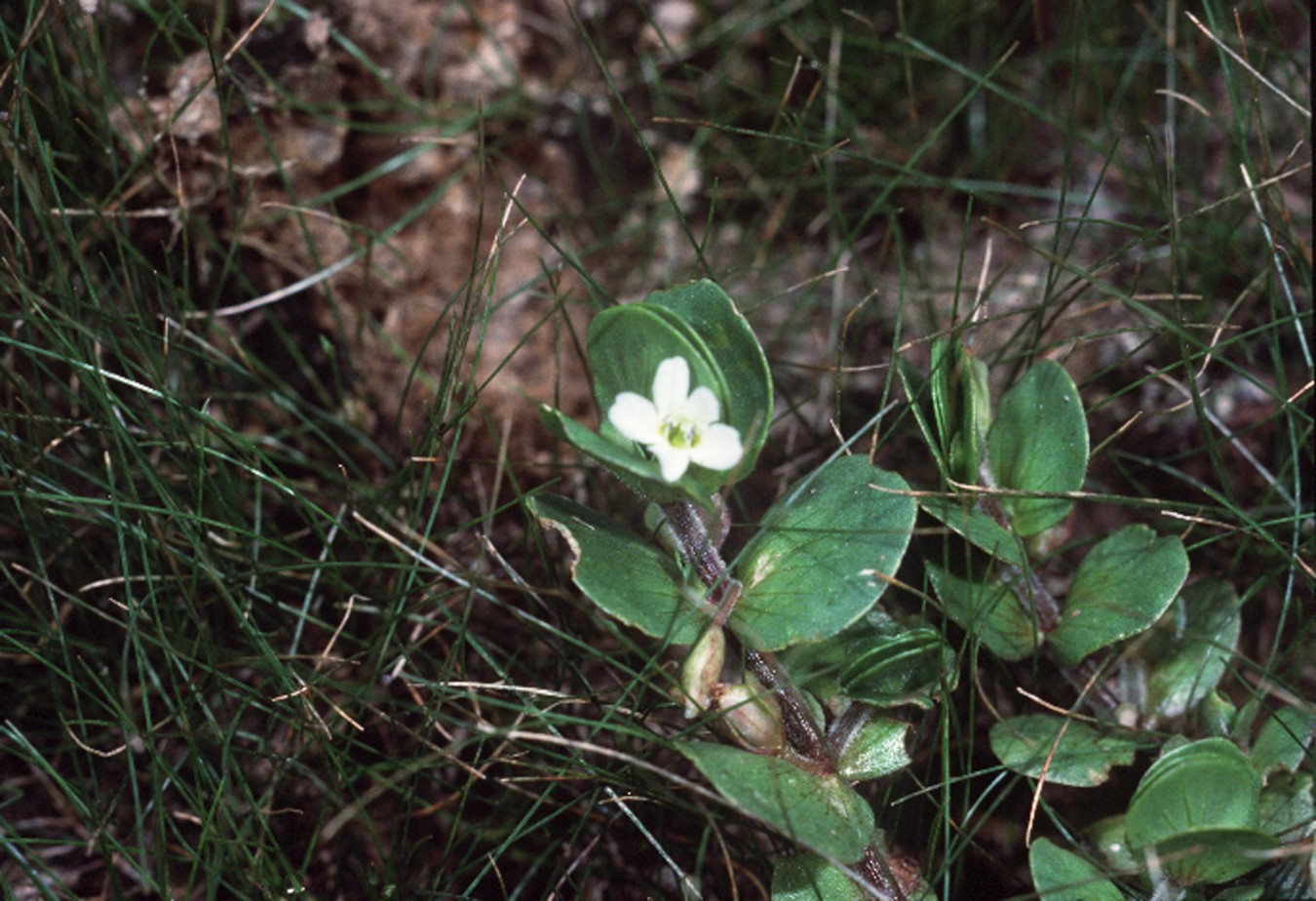
Bacopa rotundifolia
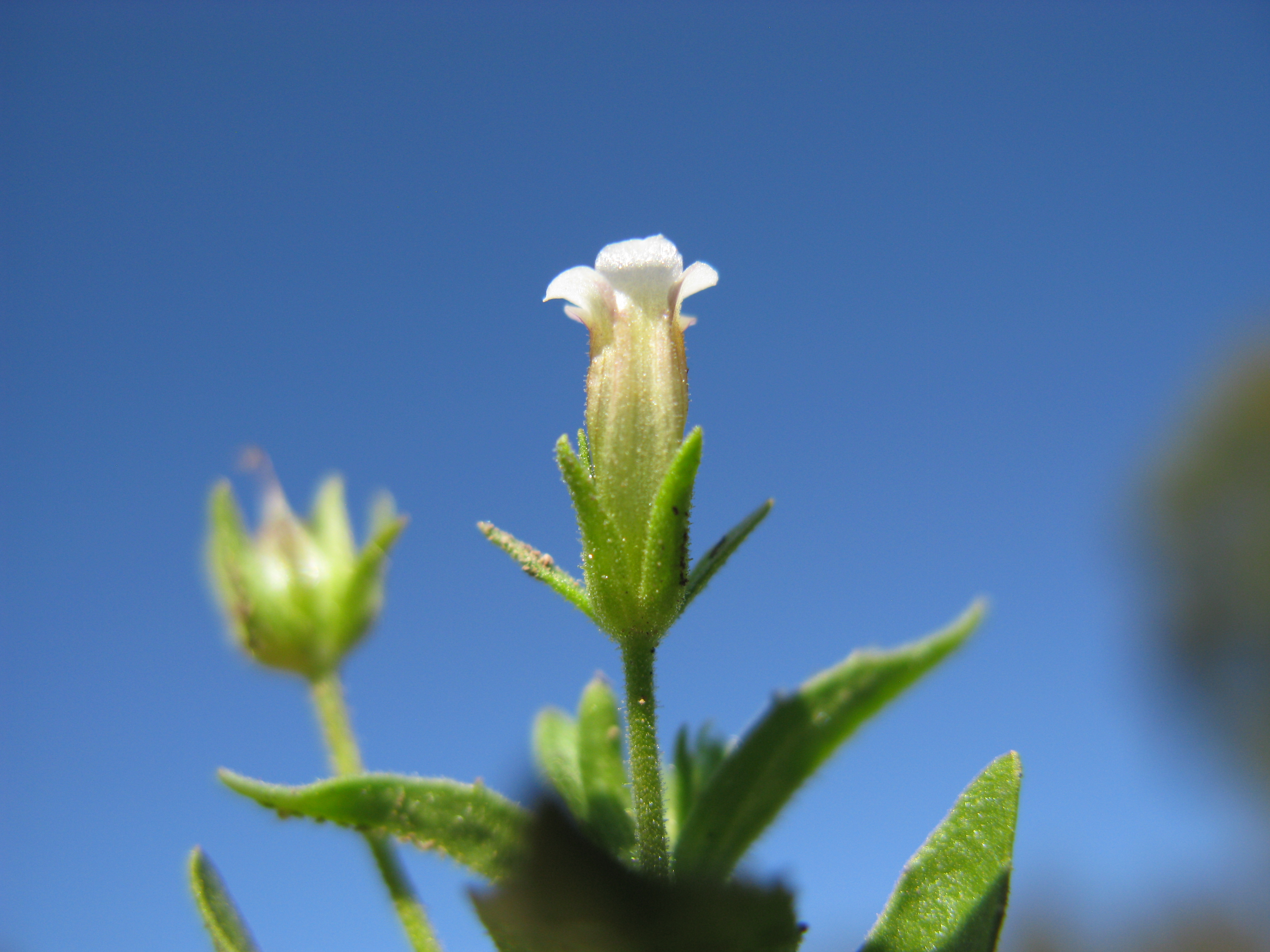
Gratiola pedunculata
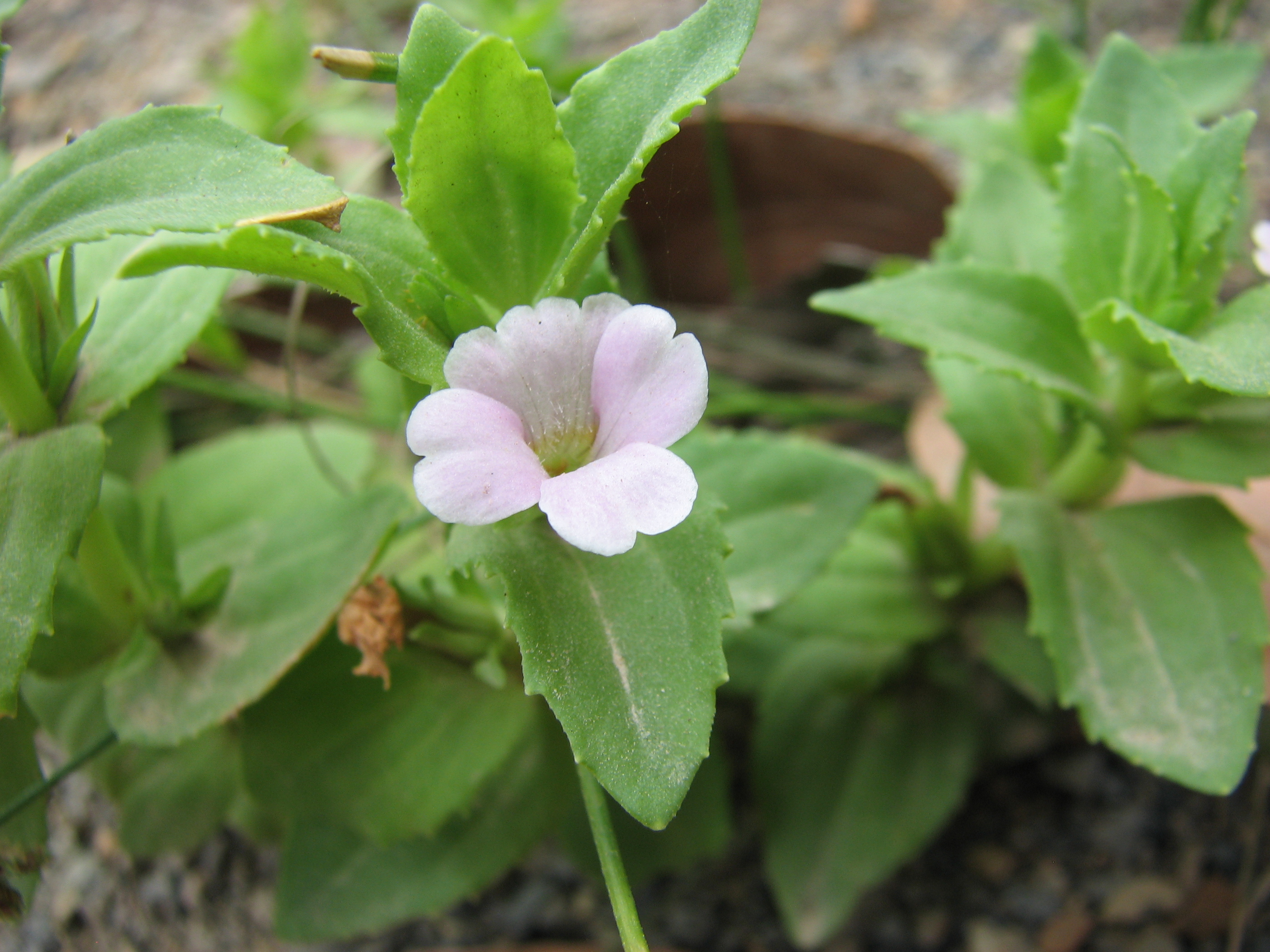
Gratiola peruviana
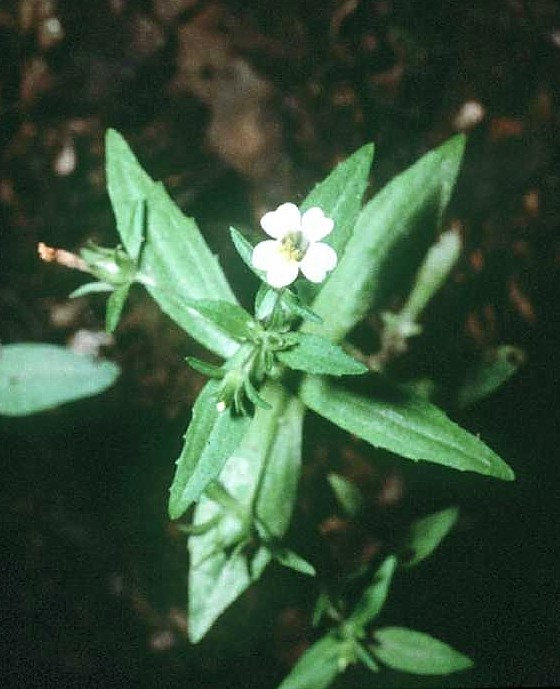
Gratiola neglecta
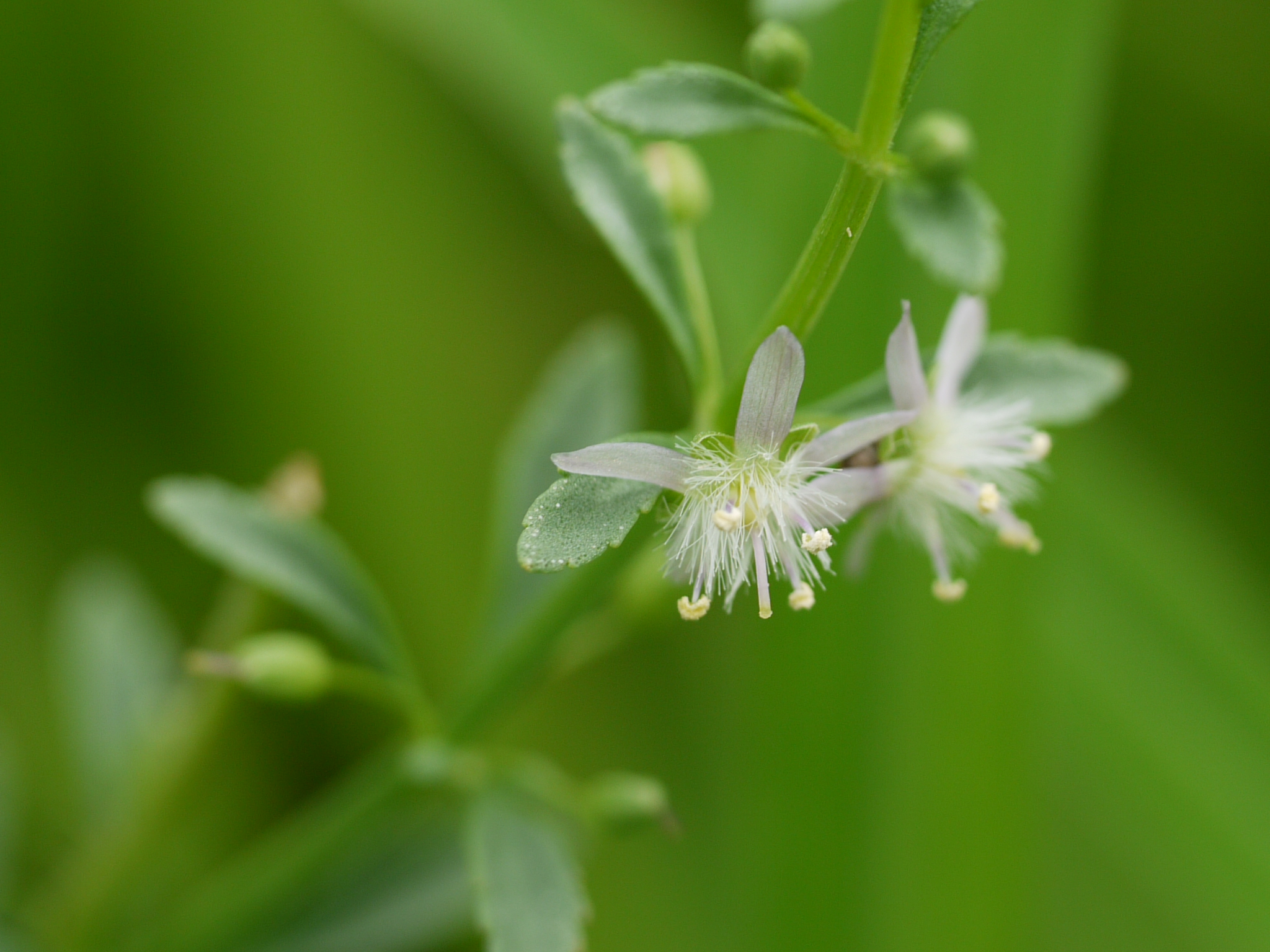
Scoparia dulcis